# Resettlement
Der Begriff Resettlement (englisch für „Umsiedlung“) bezeichnet die dauerhafte Umsiedlung von besonders gefährdeten und schutzbedürftigen Flüchtlingen von einem Erstaufnahmeland, in dem sie Schutz gesucht haben, in einen aufnahmebereiten Drittstaat (Resettlement-Staat). Dieser gewährt ihnen den Flüchtlings- oder einen untergeordneten Schutzstatus.
Auf Deutsch wurde lange Zeit der Begriff „Neuansiedlung“ verwendet. In den letzten Jahren hat sich der englische Ausdruck „Resettlement“ auch im deutschsprachigen Raum durchgesetzt. Nicht nur das Flüchtlingshochkommissariat der Vereinten Nationen (UNHCR), sondern auch zahlreiche Nichtregierungsorganisationen und Regierungsbehörden verwenden den englischen Begriff.
Obwohl schon seit 1995 im Rahmen der Annual Tripartite Consultations on Resettlement (ATCR) Bestrebungen zu einer aktiven Resettlement-Politik zu beobachten sind, ist der globale Bedarf an Resettlement-Plätzen nicht gedeckt. So waren im Jahr 2019 gemäß dem UNHCR rund 1,4 Millionen Flüchtlinge auf ein Resettlement angewiesen, davon profitieren konnten aber lediglich 63.696 Personen. Dies entspricht weniger als 5 Prozent des Gesamtbedarfs.
Um den Bedürfnissen der Flüchtlinge in Zukunft besser gerecht zu werden, formulierte das UNHCR im Juni 2019 die „Dreijahrestrategie Resettlement und alternative Zugangswege 2019-2021“ (Engl.: Three-Year Strategy on Resettlement and Complementary Pathways 2019–2021). Ziel der Strategie ist es, neue Resettlement-Staaten dazuzugewinnen und weitere alternative Zugangswege für Flüchtlinge zu erschließen.
Da heutzutage die meisten Flüchtlinge über das UNHCR Resettlement-Programm neuangesiedelt werden, werden im Folgenden die Voraussetzungen für eine Teilnahme daran sowie die Abläufe des Resettlement-Auswahl- und Aufnahmeverfahrens skizziert.

## UNHCR-Kriterien für Resettlement
Um für das UNHCR Resettlement-Programm in Betracht gezogen zu werden, muss eine Person als Flüchtling anerkannt sein, einen besonderen Schutzbedarf aufweisen und weder in das Herkunftsland zurückkehren noch sich dauerhaft im Erstaufnahmeland integrieren können.

### Flüchtlingseigenschaft
Für die Teilnahme am UNHCR Resettlement-Programm muss eine Person a priori die Flüchtlingseigenschaft gemäß Genfer Flüchtlingskonvention von 1951 und dem dazugehörigen Protokoll von 1967 erfüllen. Zusätzlich zur Genfer Flüchtlingskonvention – laut der eine gezielte Bedrohung für eine Person vorliegen muss – erkennt das UNHCR auch Personen als Flüchtlinge an, die aufgrund einer allgemeinen Bedrohungslage oder Situation kollektiver Gewalt nicht in ihr Herkunftsland zurückkehren können. Da sich die nationalen Resettlement-Programme vieler Staaten jedoch auf die Aufnahme von Flüchtlingen gemäß der Genfer Flüchtlingskonvention und des Protokolls von 1967 beschränken, ist ein Resettlement von Personen, die unter diese breiter gefasste Definition des UNHCR fallen, weniger aussichtsreich.

### Besonderer Schutzbedarf
Neben der Flüchtlingseigenschaft müssen Personen zudem einen erhöhten Schutzbedarf aufweisen, um am Resettlement-Programm teilzunehmen. Als besonders schutzbedürftig oder vulnerabel gelten laut dem UNHCR folgende Personen:
- Personen mit besonderen rechtlichen und physischen Schutzbedürfnissen;
- Überlebende von Gewalt und/oder Folter;
- Personen mit besonderem medizinischen Behandlungsbedarf;
- Gefährdete Frauen und Mädchen;
- Personen, deren Familienangehörige sich bereits im Resettlement-Staat befinden;
- Gefährdete Kinder und Jugendliche;

### Beste der drei dauerhaften Lösungen
Gemäß dem UNHCR gibt es drei dauerhafte Lösungen für anerkannte Flüchtlinge: Die freiwillige und sichere Rückkehr in das Herkunftsland, die Integration im Erstaufnahmeland und Resettlement. Die Teilnahme am Resettlement-Programm kommt somit nur in Frage, wenn die zwei anderen Lösungswege als nicht realistisch erscheinen oder Resettlement im Einzelfall als beste der drei Möglichkeiten gilt.

## Auswahlverfahren und Einreiseorganisation
Das Auswahl- und Aufnahmeverfahren im Rahmen des UNHCR-Resettlement-Programms besteht in der Regel aus drei Phasen: Zuerst prüft das UNHCR, ob eine Person die Grundvoraussetzungen für ein Resettlement erfüllt (Flüchtlingseigenschaft, besonderer Schutzbedarf und Resettlement als dauerhafte Lösung); sind diese gegeben, werden die Personen einem Resettlement-Staat vorgeschlagen; und im Fall einer Gutheissung durch den Resettlement-Staat wird die Reise organisiert.

### Auswahlverfahren UNHCR
Damit das UNHCR eine Person für das Resettlement-Programm in Betracht zieht, muss sie bereits zwingend als Flüchtling anerkannt sein. Die Feststellung der Flüchtlingseigenschaft durch das UNHCR erfolgt in einem separaten Verfahren und ist unabhängig von einer möglichen Teilnahme am Resettlement-Programm.
Gibt es bei vom UNHCR anerkannten Flüchtlingen Anhaltspunkte für einen besonderen Schutzbedarf, wird dem im Rahmen von weiterführenden Abklärungen (z. B. Interview, Rückfrage bei Partnerorganisationen, Sichtung weiterer relevanter Unterlagen, Hausbesuche) nachgegangen. Erst falls das UNHCR einen erhöhten Schutzbedarf gemäß einem oder mehreren der unter dem Abschnitt „Besonderer Schutzbedarf“ genannten Kriterien feststellt, wird die Person ins UNHCR Resettlement-Programm aufgenommen und ein Resettlement-Registrierungsformular (Engl.: Resettlement Registration Form) (RRF) erstellt.
Das RRF wird anschließend den zuständigen Behörden eines Resettlement-Staates zugesandt. Dabei versucht das UNHCR die Aufnahmekriterien der einzelnen Staaten bzw. der nationalen Resettlement-Programme (z. B. geografische Schwerpunkte oder die prioritäre Aufnahme bestimmter Flüchtlingsgruppen) zu berücksichtigen.

### Auswahlverfahren Resettlement-Staat
Die zuständigen Behörden des Resettlement-Staates prüfen ihrerseits, ob die Person die nationalen Kriterien für ein Resettlement erfüllt. Nach vorgängiger Sichtung des RRF unterziehen die Staaten die vorgeschlagene Person üblicherweise im Rahmen einer Auswahlmission einer eingehenden Prüfung – eine Aufnahme auf Dossierbasis ist ebenfalls möglich.
Während den Auswahlmissionen im Erstaufnahmeland werden die vom UNHCR vorgeschlagenen Personen durch Regierungsmitarbeitende der Resettlement-Staaten angehört. Dabei wird neben den Fluchtgründen und der Situation im Erstaufnahmeland vermehrt auch das Integrationspotential der Flüchtlinge bzw. deren Bereitschaft zur sozialen und wirtschaftlichen Integration im Resettlement-Staat geprüft.

### Einreiseorganisation
Bei einem positiven Aufnahmeentscheid durch den Resettlement-Staat und sofern die Person mit der Neuansiedlung im jeweiligen Land einverstanden ist, kann mit der Einreiseorganisation begonnen werden. Dazu gehört die Reiseplanung (Flug, Transit, Visa etc.) und falls nötig, medizinische Abklärungen im Erstaufnahmeland, um sicherzustellen, dass eine Person reisefähig ist.
Die meisten Resettlement-Staaten sehen zudem vor der Abreise mehrtägige Orientierungskurse (Engl.: Pre-Departure Orientation (PDO)) im Erstaufnahmeland vor. Diese dienen dazu, die Flüchtlinge über die Gegebenheiten im Resettlement-Staat zu informieren und sie auf ihr neues Leben dort vorzubereiten.
In der Regel wird die Einreise von der Internationalen Organisation für Migration (IOM) in Zusammenarbeit mit den zuständigen Behörden des Resettlement-Staates organisiert.
Im Resettlement-Staat angekommen, erhalten die Flüchtlinge Schutz gemäß dem jeweiligen nationalen Gesetz. Während einige Staaten ihnen den vollumfänglichen Flüchtlingsstatus und die damit verbundenen Rechte zugestehen, erhalten sie in andern nur einen untergeordneten Schutzstatus.
Gleichzeitig beginnt nach der Ankunft die Integrationsarbeit. Auch hier unterschieden sich Deckungsgrad und Zeitraum der Maßnahmen zwischen den verschiedenen Resettlement-Staaten. So bieten einige spezifische Integrationsprogramme für Resettlement-Flüchtlinge an. In anderen werden sie im Rahmen der allgemeinen Eingliederungsprogramme für Flüchtlinge und Asylsuchende unterstützt.

## Teilnehmende Aufnahmestaaten
Die meisten Resettlement-Flüchtlinge wurden traditionell von den USA aufgenommen. Unter Präsident Barack Obama war die Zahl für 2016 auf 85.000 und für 2017 auf 110.000 Personen erhöht worden, jedoch wurden die Aufnahmeplätze von seinem Amtsnachfolger deutlich reduziert.
Im Jahr 2019 beteiligten sich laut dem UNHCR 29 Staaten am Resettlement-Programm. Mit 21.159 aufgenommenen Flüchtlingen waren weiter die USA der wichtigste Resettlement-Staat, gefolgt von Kanada (9031) und Großbritannien (5774). Im Jahr 2020 senkte US-Präsident Donald Trump die Zahl der aufzunehmenden Flüchtlinge auf 18.000 und versprach, sie für 2021 auf 15.000 zu senken.
Die Mehrheit der neuangesiedelten Flüchtlinge stammten aus Syrien (23‘625), der Demokratischen Republik Kongo (14‘673) und Myanmar (5‘224).

### Europa
Im europäischen Kontext bedeutet „Resettlement“ die Aufnahme von schutzbedürftigen Flüchtlingen aus einem Nicht-EU-Staat. Davon zu unterscheiden ist die innereuropäische Umverteilung von Asylsuchenden im Schengenraum (Engl.: Relocation).
Auf europäischer Ebene sind seit 2012 Bestrebungen zu einer gemeinsamen Resettlement-Politik zu beobachten. So hat der Ministerrat am 8. März 2012 das bereits im Jahr 2009 von der EU-Kommission vorgeschlagene gemeinsame EU Resettlement-Programm (Engl.: Joint EU Resettlement-Programm) verabschiedet. Das Rahmenprogramm legte unverbindliche Richtlinien und Schwerpunkte für die nationalen Resettlement-Programme der Mitgliedstaaten sowie damit verbundene Möglichkeiten zur finanziellen Unterstützung durch die EU fest – zuerst unter dem Europäischen Flüchtlingsfonds III und ab 2014 unter dem Asyl-, Migrations- und Integrationsfonds (AMIF) (2014–2020).
In Folge der zunehmenden Migrationsströme seit 2015 wurden die im gemeinsamen EU Resettlement-Programm formulierten Richtlinien jedoch teilweise durch andere ad-hoc Resettlement-Initiativen ersetzt: Im Rahmen derer verpflichteten sich EU-Mitgliedstaaten zur Aufnahme von insgesamt 20.000 Flüchtlingen für die Jahre 2015 bis 2018, und der Bereitstellung von weiteren 50.000 Plätzen von 2018 bis 2020. Im Fokus standen dabei syrische Flüchtlinge aus den umliegenden Erstaufnahmeländern Libanon, Jordanien und der Türkei – Letztere wurden teilweise auch im Rahmen des EU-Türkei Abkommens aus dem Jahr 2016 in Europa neuangesiedelt –, sowie Flüchtlingsgruppen aus Nordafrika und dem Horn von Afrika. Bis zum Ende der jeweiligen Programme wurden die gesprochenen Kontingente allerdings nicht erschöpft; im Rahmen des 20.000-Programms kamen 18.563 Personen nach Europa und bis Ende des 50.000-Porgramms im Dezember 2019 wurden 41.300 Resettlement-Flüchtlinge von EU-Mitgliedstaaten aufgenommen.
Für das Jahr 2020 haben die Mitgliedsstaaten weitere 30.000 Plätze für Resettlement zur Verfügung gestellt, wobei die EU die Aufnahmestaaten mit 10.000 Euro pro umgesiedelter Person unterstützt.
Parallel zu diesen ad-hoc Programmen dauern die Bestrebungen zu einer gesamteuropäischen Resettlement-Praxis im eigentlichen Sinne an. So unterbreitete die EU-Kommission im Jahr 2016 den Entwurf für das Union Resettlement-Programm. Konkret sieht dieses die Festlegung von allgemeingültigen geografischen Schwerpunkten und Aufnahmekontingenten im Zweijahres-Zyklus sowie eine Harmonisierung der Arbeitsabläufe der nationalen Programme vor.

#### Resettlement in Deutschland
Auf einer Innenministerkonferenz Anfang Dezember 2011 wurde eine dauerhafte Beteiligung Deutschlands am Resettlement-Programm beschlossen.
Im Rahmen des Programms (zunächst als Pilotprojekt 2012 bis einschließlich 2014) wurden ab 2012 jährlich 300 besonders schutzbedürftige Flüchtlinge in Deutschland aufgenommen; ihnen wurde temporärer humanitärer Schutz gewährt. 2012 waren dies afrikanische Flüchtlinge aus Tunesien sowie Iraker aus der Türkei. 2013 wurden alle Resettlement-Flüchtlinge aus der Türkei aufgenommen; dabei handelte es sich um Iraker, Iraner und Syrer. 2014 wurden Schutzsuchende verschiedenster Staatsangehörigkeiten (z. B. Irak, Somalia, Sri Lanka, China, Afghanistan) sowie Staatenlose aus Syrien und aus Indonesien aufgenommen.
Auf der Innenministerkonferenz im Herbst 2013 wurde dann beschlossen, das Programm unbefristet fortzusetzen und ab 2015 jährlich 500 Aufnahmeplätze bereitzustellen.
Während die meisten Länder, die Resettlement-Flüchtlinge aufnehmen, den Neuankömmlingen vollen Flüchtlingsstatus gewähren, erhalten die Menschen, die nach Deutschland kommen, keinen vollen Flüchtlingsstatus, sondern nur temporären humanitären Schutzstatus, der auf fünf Jahre begrenzt ist und nicht die gleichen Rechte beinhaltete (temporärer Schutz/humanitäre Aufnahme). Durch das Gesetz zur Neubestimmung des Bleiberechts und der Aufenthaltsbeendigung vom 27. Juli 2015 (BGBl. I S. 1386), welches am 1. August 2015 in Kraft trat, schuf der Gesetzgeber mit § 23 Abs. 4 AufenthG eine eigenständige Rechtsgrundlage für die Aufnahme von Resettlement-Flüchtlingen. Durch das Gesetz wurden die Rechte dieser Personengruppe in vielen Bereichen, wie etwa der Erteilung der Niederlassungserlaubnis und dem Familiennachzug, an diejenigen von im nationalen Asylverfahren anerkannten Flüchtlingen angeglichen. Ungeklärt blieb allerdings die Frage, ob Resettlement-Flüchtlingen auch ein Reiseausweis nach Artikel 28 GFK ausgestellt werden darf. Dies wird jedoch mit Blick auf die durch den UNHCHR erfolgte „Anerkennung“ sowie den rechtmäßigen Aufenthalt in Folge der Erteilung einer Aufenthaltserlaubnis bejaht.
Am 18. März 2020 setzte das Bundesinnenministerium angesichts der COVID-19-Pandemie in Deutschland sowohl das Resettlement-Verfahren im Rahmen des EU-Türkei-Abkommens als auch die Resettlement-Verfahren des Bundes aus.

#### Resettlement in Österreich
In Österreich gab es bisher bereits drei Resettlement-Programme, von denen das erste 2013 umgesetzt wurde. Im Jahr 2014 forderte Innenministerin Mikl-Leitner ein Resettlement-Programm auf europäischer Ebene. Im Jahr 2018 ließ Innenminister Kickl die Teilnahme Österreichs an Resettlement-Programmen stoppen, da Resettlement nur als Ersatz für unkontrollierte Migration und nicht als Ergänzung dazu sinnvoll sei.

#### Resettlement in der Schweiz
Seit der Ratifizierung der Genfer Flüchtlingskonvention im Jahr 1955 hat die Schweiz wiederholt Flüchtlingsgruppen über Resettlement aufgenommen. In den 1990er-Jahren sistierte der Bundesrat die Praxis vorübergehend, da die Asylgesuchszahlen im Zuge des Balkankrieges stark angestiegen waren. Angesichts der Krise in Syrien begann die Schweiz im Jahr 2013 erneut, größere Flüchtlingskontingente über Resettlement aufzunehmen. In Zusammenarbeit mit dem UNHCR sind seitdem bis Mitte 2023 rund 6700 besonders schutzbedürftige, vorwiegend syrische Flüchtlinge von der Schweiz aufgenommen worden.
Die Schweizer Resettlement-Praxis der letzten Jahre stützte sich dabei auf mehrere Beschlüsse des Bundesrats. Nach Abschluss eines Pilotprojekts von 2013 bis 2015 folgten weitere Beschlüsse zur Aufnahme von besonders schutzbedürftigen Flüchtlingen aus Syrien in den Jahren 2015, 2016, 2018, 2019, 2021 und 2023.
Auch in Zukunft wird sich die Schweiz am UNHCR-Resettlement-Programm beteiligen. Für eine bessere Planbarkeit bei der Einreise, Unterbringung und längerfristigen Betreuung der Flüchtlinge durch Bund, Kantone und Gemeinden wurde ein nationales Umsetzungskonzept Resettlement verabschiedet. Dieses sieht ab 2020 Zweijahreskontingente in der Bandbreite von 1‘500 bis 2‘000 Personen vor.
Für das Programm 2020/2021 war die Aufnahme von 1'600 Personen vorgesehen, dieselbe Anzahl galt für 2022/2023. Hinzu kam ein Übertrag von 220 Plätzen aus dem Programm 2020/2021, die pandemiebedingt nicht ausgeschöpft werden konnten. Der Anteil der Flüchtlinge aus Krisenregionen im Nahen Osten und entlang der Migrationsroute über das zentrale Mittelmeer soll dabei mindestens 90 Prozent betragen. Im Juni 2023 hat der Bundesrat im Grundsatz grünes Licht gegeben für das Resettlement-Programm 2024/2025 mit einem Kontingent von bis zu 1'600 besonders schutzbedürftigen Flüchtlingen. Das Programm wird jedoch erst nach Absprache mit den Kantonen und Gemeinden aktiviert und unter der Voraussetzung, dass sich die Situation bei der Unterbringung und Betreuung von Personen aus dem Asylbereich deutlich entspannt hat.
Auch die Schweiz führt Auswahlmissionen in den Erstaufnahmeländern durch. Im Fall einer Aufnahme erhalten die Flüchtlinge bei ihrer Ankunft in der Schweiz Asyl gemäß Art. 56 des Schweizer Asylgesetzes (AsylG).
Nach einem Kurzaufenthalt in einem Bundesasylzentrum (BAZ) werden die Flüchtlinge auf die Kantone verteilt und dort im Rahmen der Integrationsagenda Schweiz bei ihrer sozialen und wirtschaftlichen Integration unterstützt.

## Belege
1. ↑  United Nations High Commissioner for Refugees: Annual Tripartite Consultations on Resettlement. Abgerufen am 14. Mai 2020 (englisch).
2. ↑  United Nations High Commissioner for Refugees: More resettlement needed as only 4.5 per cent of global resettlement needs met in 2019. Abgerufen am 14. Mai 2020 (englisch).
3. ↑  United Nations High Commissioner for Refugees: Three-Year Strategy on Resettlement and Complementary Pathways. Abgerufen am 14. Mai 2020 (englisch).
4. ↑  Selection phase | European Resettlement Network. Abgerufen am 14. Mai 2020.
5. ↑  United Nations High Commissioner for Refugees: UNHCR Resettlement Handbook. Geneva 2011, S. 19 (unhcr.org [PDF]).
6. ↑  United Nations High Commissioner for Refugees: UNHCR Resettlement Handbook. Geneva 2011, S. 21 (unhcr.org [PDF]).
7. ↑  United Nations High Commissioner for Refugees: UNHCR Resettlement Handbook. Geneva 2011, S. 247–298 (unhcr.org [PDF]).
8. ↑  United Nations High Commissioner for Refugees: UNHCR Resettlement Handbook. Geneva 2011, S. 28 (unhcr.org [PDF]).
9. ↑  United Nations High Commissioner for Refugees: UNHCR Resettlement Handbook. Geneva 2011, S. 9 (unhcr.org [PDF]).
10. ↑  United Nations High Commissioner for Refugees: UNHCR Resettlement Handbook. Geneva 2011, S. 73 (unhcr.org [PDF]).
11. ↑  United Nations High Commissioner for Refugees: UNHCR Resettlement Handbook. Geneva 2011, S. 308–329 (unhcr.org [PDF]).
12. ↑  Hanne Beirens, Susan Fratzke: Taking Stock of Refugee Resettlement: Policy objectives, practical tradeoffs, and the evidence base. Hrsg.: Migration Policy Institute Europe. Brussels 2017, S. 18 (reliefweb.int [PDF]).
13. ↑  United Nations High Commissioner for Refugees: UNHCR Resettlement Handbook. Geneva 2011, S. 361–362 (unhcr.org [PDF]).
14. ↑  Hanne Beirens, Susan Fratzke: Taking Stock of Refugee Resettlement: Policy objectives, practical tradeoffs, and the evidence base. Hrsg.: Migration Policy Institute Europe. Brussels 2017, S. 18 (reliefweb.int [PDF]).
15. ↑  Travel phase | European Resettlement Network. Abgerufen am 14. Mai 2020.
16. ↑  Pre-departure assistance phase | European Resettlement Network. Abgerufen am 14. Mai 2020.
17. ↑  Travel phase | European Resettlement Network. Abgerufen am 14. Mai 2020.
18. ↑  The Expert Council’s Research Unit (SVR Research Unit): What Next for Global Refugee Policy? Opportunities and Limits of Resettlement at Global, European and National Levels. Berlin 2018, S. 15 (stiftung-mercator.de [PDF]).
19. ↑  Integration phase | European Resettlement Network. Abgerufen am 14. Mai 2020.
20. ↑  Willa Frej:"Trump Caps Refugee Resettlement At 45,000, Marking All-Time Low" HP vom 27. September 2017
21. ↑  UNHCR - RSQ. Abgerufen am 18. Mai 2020.
22. ↑  UNHCR - RSQ. Abgerufen am 18. Mai 2020.
23. ↑  "US-Präsident Trump senkt Aufnahme von Flüchtlingen auf Rekordtief" welt.de, 2. Oktober 2020
24. ↑  UNHCR - RSQ. Abgerufen am 18. Mai 2020.
25. ↑  What is resettlement? | European Resettlement Network. Abgerufen am 18. Mai 2020.
26. ↑  European Commission: Statement by EU Commissioner Malmström on the Council adoption of a common position on the Joint EU resettlement programme. ec.europa.eu, 2012, abgerufen am 18. Mai 2020 (englisch).
27. ↑  The UN Refugee Council, European Council on Refugees and Exiles: Follow the Money III: Solidarity: The use of AMIF funds to incentivise resettlement and relocation in the EU. Brussels 2020, S. 14 (ecre.org [PDF]).
28. ↑  The UN Refugee Council, European Council on Refugees and Exiles: Follow the Money III: Solidarity: The use of AMIF funds to incentivise resettlement and relocation in the EU. Brussels 2020, S. 14–15 (ecre.org [PDF]).
29. ↑  European Commission: RESETTLEMENT AND LEGAL MIGRATION  THE COMMISSION’S CONTRIBUTION TO THE LEADERS’ AGENDA. 2019, abgerufen am 18. Mai 2020 (englisch).
30. ↑  European Commission: DELIVERING ON RESETTLEMENT. ec.europa.eu, 2019, abgerufen am 18. Mai 2020 (englisch).
31. ↑  European Commission: Neuansiedlung: Die EU-Mitgliedstaaten sagen für 2020 mehr als 30 000 Plätze zu. ec.europa.eu, 18. Dezember 2019, abgerufen am 18. Mai 2020.
32. ↑  Resettlement in Europe | European Resettlement Network. Abgerufen am 18. Mai 2020.
33. ↑  European Commission: REFORMING THE COMMON EUROPEAN ASYLUM SYSTEM: WHAT THE INDIVIDUAL REFORMS WOULD CHANGE AND WHY WE NEED THEM NOW. ec.europa.eu, 2018, abgerufen am 18. Mai 2020 (englisch).
34. ↑  193. Sitzung der Innenministerkonferenz am 9. Dezember 2011: Sammlung der zur Veröffentlichung freigegebenen Beschlüsse: P.19: Neuansiedlung von Flüchtlingen (Resettlement); Einführung eines permanenten Neuansiedlungsprogramms / Aufnahme von Flüchtlingen aus Nordafrika
35. ↑  Bundesministerium des Innern vom 9. Dezember 2011: Friedrich äußert sich im Anschluss an die Innenministerkonferenz (Memento des Originals vom 23. September 2015 im Internet Archive)  Info: Der Archivlink wurde automatisch eingesetzt und noch nicht geprüft. Bitte prüfe Original- und Archivlink gemäß Anleitung und entferne dann diesen Hinweis.
36. ↑  Pro Asyl 14. Dezember 2011: Deutschland hat „ja“ gesagt: Innenminister stimmen Resettlement zu
37. ↑  Bundesministerium des Innern vom 12. Dezember 2014: Humanitäre Aufnahmeprogramme des Bundes
38. ↑  198. Sitzung der Innenministerkonferenz 6. Dezember 2011: Sammlung der zur Veröffentlichung freigegebenen Beschlüsse: P.33: Resettlement-Programm
39. ↑  save me Bremen: Ab 2015: Resettlement-Programm unbefristet, 500 Aufnahmeplätze jährlich (Memento des Originals vom 20. März 2015 im Internet Archive)  Info: Der Archivlink wurde automatisch eingesetzt und noch nicht geprüft. Bitte prüfe Original- und Archivlink gemäß Anleitung und entferne dann diesen Hinweis.. Dezember 2014
40. ↑  vgl. Tometten, ZAR 2015, 299 ff.
41. ↑  Aufnahmeprogramm für Flüchtlinge gestoppt. In: tagesschau.de. 18. März 2020, abgerufen am 18. März 2020.
42. ↑  Das österreichische Resettlement-Programm - UNHCR Österreich. In: UNHCR. (unhcr.org [abgerufen am 28. November 2018]).
43. ↑  Wiener Zeitung Online: Migration: Mikl-Leitner für Resettlement. In: Politik & Recht - Wiener Zeitung Online. 5. Juli 2017 (tagblatt-wienerzeitung.at [abgerufen am 28. November 2018]).
44. ↑  Asyl : Kickl zu Rückkehrzentren: "Es schaut ganz gut aus". In: kleinezeitung.at. 4. Oktober 2018 (kleinezeitung.at [abgerufen am 28. November 2018]).
45. ↑  Resettlement. Abgerufen am 9. Juli 2020.
46. ↑  Resettlement-Programme seit 2013. Abgerufen am 9. Juli 2020.
47. ↑  Bundesrat genehmigt Umsetzung des Resettlement-Konzepts. Abgerufen am 9. Juli 2020.
48. ↑  Der Bundesrat genehmigt das Resettlement-Programm 2022–2023. Abgerufen am 9. Juli 2020.
49. ↑  Asylstatistik November 2021, Staatssekretariat für Migration
50. ↑  Auswahlverfahren und Einreise in die Schweiz. Abgerufen am 9. Juli 2020.
51. ↑  Neustrukturierung des Asylbereichs: Alle Standorte in der Westschweiz stehen fest. Abgerufen am 9. Juli 2020.
52. ↑  Integration. Abgerufen am 9. Juli 2020.